# Риган, Лора
Ло́ра Ри́ган (англ. Laura Regan, род. 11 октября 1977, Галифакс) — канадская актриса.

## Биография
Риган родилась в Галифаксе, Новая Шотландия, в семье премьер-министра провинции Джеральда Ригана и Кэрол Харрисон, дочери депутата Палаты общин от Саскачевана Джона Харрисона. Старший брат Лоры, Джефф Риган (родился в 1959) — известный канадский политик-либерал, в 2015—2020 годах занимал пост спикера Палаты общин Канады. Сестра Нэнси Риган (родилась в 1966) — телеведущая.
В подростковом возрасте Лора Риган планировала стать балериной, но из-за травмы решила поступить в Университет Макгилла в Монреале, где изучала актёрское мастерство. Затем она переехала в Нью-Йорк, где продолжила обучение в университете Новая школа и консерватории Стеллы Адлер. В 2000 году она дебютировала на телевидении, в эпизоде сериала «Закон и порядок: Специальный корпус», а затем сыграла небольшую роль в фильме «Неуязвимый».
Риган сыграла главную роль в провальном фильме 2002 года «Они» (2002). Также у неё были роли второго плана в фильмах «Флирт со зверем», «Одним глазком», «Невидимка 2» и «Мёртвая тишина». В 2014 году она сыграла главную роль в ещё одном провальном проекте, «Атлант расправил плечи: Часть 3», основанном на одноимённой новелле. Более часто Риган появлялась на телевидении, играя гостевые роли в таких сериалах как «Закон и порядок: Преступное намерение», «Детектив Раш», «Зачарованные», «Ищейка» и «Касл», также периодические в «Справедливая Эми» и «Безумцы». Лишь в 2015 году Риган получила основную роль на телевидении, в телесериале Fox «Особое мнение», сиквеле одноимённого фильма 2002 года.
С лета 2007 года Риган замужем за ирано-американским сценаристом и продюсером Фархадом Сафиния.

## Фильмография
- Неуязвимый (2000)
- Флирт со зверем (2001)
- Одним глазком (2002)
- Они (2002)
- Невидимка 2 (2006)
- Мёртвая тишина (2007)
- Матч бедняка (2007)
- Как стать серийным убийцей (2008)
- Кости (2011)
- Атлант расправил плечи: Часть 3 (2014)
- Особое мнение (2015)